# Siegfried (sage)

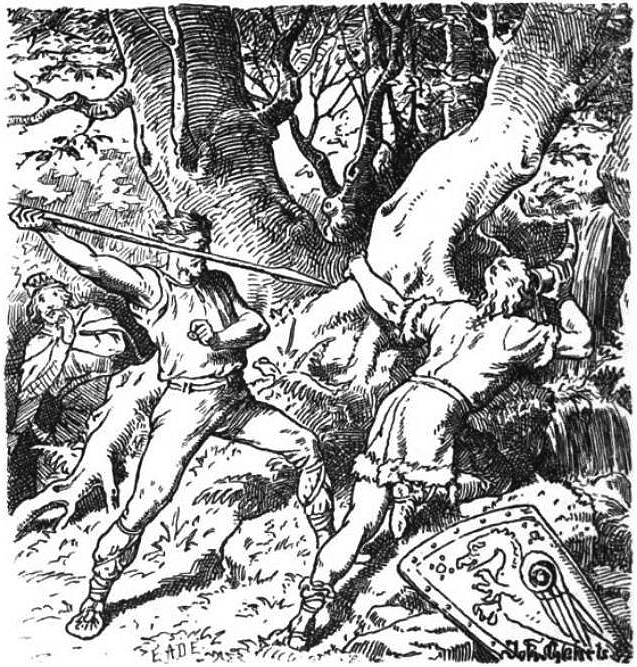
Siegfrieds dood, 1901

Siegfried is de hoofdpersoon uit een gelijknamige Oud-Germaanse sage die stamt uit de tijd van de Grote Volksverhuizing.

## Nibelungenlied
De Siegfriedsage vormt het eerste deel van het Nibelungenlied. Dit deel wordt gekenmerkt door een sprookjesachtige sfeer.
 
De jonge held Siegfried, afkomstig uit Xanten aan de Nederrijn, beschikt over bovennatuurlijke krachten en weet zich te onderscheiden door de draak Fafnir te doden. Hij baadt in het drakenbloed, waardoor hij onkwetsbaar wordt op een klein plekje op zijn rug na. Siegfried verslaat, samen met de krijgers van Günther, koning der Bourgondiërs, de Saksen op het slagveld. Uiteindelijk wordt Siegfried, als uitvloeisel van liefdesintriges, op last van Günther, door diens vazal Hagen vermoord door hem in de rug te steken in zijn enige zwakke plek.
Het tweede deel van het Nibelungenlied beschrijft de ondergang van Günther en Hagen. Zij worden door Siegfrieds weduwe Grimhilde, inmiddels hertrouwd met de Hunnenkoning Atilla, uit wraak in de val gelokt en door de Hunnen gedood. Dit deel van het Nibelungenlied heeft als historische kern de vernietigende nederlaag die de Bourgondiërs in het jaar 436 door de Hunnen werd toegebracht.

## Edda
Verder treffen we Siegfried (onder de naam Sigurd) aan in de Volsungssage, onderdeel van de IJslandse Edda. De verhaallijn vertoont veel overeenkomst met die van het Nibelungenlied, zij het dat het verhaal in de eerstgenoemde versie zich afspeelt tegen het decor van de Germaanse godenwereld, terwijl de hoofdpersonen in het Nibelungenlied het christendom zouden zijn toegedaan.
Siegfried is de zoon van Sigmund en Hjördis. Sigmund is de zoon van Völsung en Hjördis de dochter van Eylimi. Sigmunds heeft zonen bij andere vrouwen: Helgi en Hamund bij Borghild van Denemarken, Sinfiötli bij zijn zuster Signy. Bij de ziener Gripir (Gripisspa, 'de voorspelling van Gripir'), Hjördis' broer, hoort Siegfried wat zijn toekomst zal zijn: hij zal de dood van zijn vader Sigmund en diens schoonvader Eylimi wreken op de vier zonen van Hondenzoon. Bij Heimir in de Völsunga-saga zal Siegfried Budli's dochter Brynhilde ontmoeten, die als Heimirs pleegdochter wordt opgevoed. Siegfried zal haar trouw zweren, maar zijn eed vergeten aan het hof van Gjuki door er de vergetelheidsdrank te drinken. Gjuki's vrouw Grimhild koppelt Siegfried aan haar dochter Gudrun en haar broers Gunnar en Högni smeden dure broeder eden met hem. De derde broer, Guthorm, blijft afzijdig en zal Siegfried ten slotte doden. Siegfried slaagt er in Brynhild met Gunnar te laten trouwen, door met hem van gedaante te verwisselen. Maar Brynhild zweert wraak als ze achter het verraad komt. Uiteindelijk leiden de twee ongelukkige huwelijken tot de dood van Brynhild en Siegfried (in de Brot af Sigurdarkvidu, 'fragment van de ballade van Sigurd')).
Sigurds paard heette Grani en zijn zwaard Gram was volgens de Völsunga saga meer dan anderhalve meter lang. Zijn schild was met rood goud bekleed en er was een draak op afgebeeld. Hij droeg een gouden maliënkolder en op al zijn wapens, 'met goud getooid en bruin van kleur' was een draak afgebeeld, ter herinnering aan zijn overwinning op Fafnir. Zijn haar was bruin, hing in lange lokken neer, zijn baard dik en kort. Zijn neus was krachtig, zijn voorhoofd breed en jukbeenderen sterk. Zijn schouders waren breed 'alsof je twee mannen zag'.